# Lista do AFI dos 100 maiores heróis e vilões do cinema
AFI's 100 Years...100 Heroes and Villains é uma lista dos 100 maiores heróis e vilões (50 de cada) do cinema americano, escolhidos pelo American Film Institute em junho de 2003. A lista é parte do AFI 100 Years... series. A série foi apresentada primeiramente na CBS por Arnold Schwarzenegger, e o programa de apresentação foi indicado para um Prêmio Emmy na categoria não-ficcional. Em alguns casos, as características correspondem a dois ou mais filmes, e o filme citado ao lado é o original (se possível).

## A lista

### Heróis
| Posição | Herói                            | Ator                            | Filme                              |
| 1       | Atticus Finch                    | Gregory Peck                    | To Kill a Mockingbird              |
| 2       | Indiana Jones                    | Harrison Ford                   | Raiders of the Lost Ark            |
| 3       | James Bond                       | Sean Connery                    | Dr. No                             |
| 4       | Rick Blaine                      | Humphrey Bogart                 | Casablanca                         |
| 5       | Will Kane                        | Gary Cooper                     | High Noon                          |
| 6       | Clarice Starling                 | Jodie Foster                    | The Silence of the Lambs           |
| 7       | Rocky Balboa                     | Sylvester Stallone              | Rocky                              |
| 8       | Ellen Ripley                     | Sigourney Weaver                | Aliens                             |
| 9       | George Bailey                    | James Stewart                   | It's a Wonderful Life              |
| 10      | T. E. Lawrence                   | Peter O'Toole                   | Lawrence of Arabia                 |
| 11      | Jefferson Smith                  | James Stewart                   | Mr. Smith Goes to Washington       |
| 12      | Tom Joad                         | Henry Fonda                     | The Grapes of Wrath                |
| 13      | Oskar Schindler                  | Liam Neeson                     | Schindler's List                   |
| 14      | Han Solo                         | Harrison Ford                   | Star Wars Episode IV: A New Hope   |
| 15      | Norma Rae Webster                | Sally Field                     | Norma Rae                          |
| 16      | Shane                            | Alan Ladd                       | Shane                              |
| 17      | Harry Callahan                   | Clint Eastwood                  | Dirty Harry                        |
| 18      | Robin Hood                       | Errol Flynn                     | The Adventures of Robin Hood       |
| 19      | Virgil Tibbs                     | Sidney Poitier                  | In the Heat of the Night           |
| 20      | Butch Cassidy & Sundance Kid     | Paul Newman & Robert Redford    | Butch Cassidy and the Sundance Kid |
| 21      | Mahatma Gandhi                   | Ben Kingsley                    | Gandhi                             |
| 22      | Spartacus                        | Kirk Douglas                    | Spartacus                          |
| 23      | Terry Malloy                     | Marlon Brando                   | On the Waterfront                  |
| 24      | Thelma Dickinson & Louise Sawyer | Geena Davis & Susan Sarandon    | Thelma & Louise                    |
| 25      | Lou Gehrig                       | Gary Cooper                     | The Pride of the Yankees           |
| 26      | Superman                         | Christopher Reeve               | Superman                           |
| 27      | Bob Woodward & Carl Bernstein    | Robert Redford & Dustin Hoffman | All the President's Men            |
| 28      | 8º Jurado                        | Henry Fonda                     | 12 Angry Men                       |
| 29      | George S. Patton                 | George C. Scott                 | Patton                             |
| 30      | Luke Jackson                     | Paul Newman                     | Cool Hand Luke                     |
| 31      | Erin Brockovich                  | Julia Roberts                   | Erin Brockovich                    |
| 32      | Philip Marlowe                   | Humphrey Bogart                 | The Big Sleep                      |
| 33      | Marge Gunderson                  | Frances McDormand               | Fargo                              |
| 34      | Tarzan                           | Johnny Weissmuller              | Tarzan the Ape Man                 |
| 35      | Alvin C. York                    | Gary Cooper                     | Sergeant York                      |
| 36      | Rooster Cogburn                  | John Wayne                      | True Grit                          |
| 37      | Obi-Wan Kenobi                   | Alec Guinness                   | Star Wars Episode IV: A New Hope   |
| 38      | The Tramp                        | Charlie Chaplin                 | City Lights                        |
| 39      | Lassie                           | Pal                             | Lassie Come Home                   |
| 40      | Frank Serpico                    | Al Pacino                       | Serpico                            |
| 41      | Arthur Chipping                  | Robert Donat                    | Goodbye, Mr. Chips                 |
| 42      | Padre Edward J. Flanagan         | Spencer Tracy                   | Boys Town                          |
| 43      | Moisés                           | Charlton Heston                 | The Ten Commandments               |
| 44      | Jimmy "Popeye" Doyle             | Gene Hackman                    | The French Connection              |
| 45      | Zorro                            | Tyrone Power                    | The Mark of Zorro                  |
| 46      | Batman                           | Michael Keaton                  | Batman                             |
| 47      | Karen Silkwood                   | Meryl Streep                    | Silkwood                           |
| 48      | Terminator                       | Arnold Schwarzenegger           | Terminator 2: Judgment Day         |
| 49      | Andrew Beckett                   | Tom Hanks                       | Philadelphia                       |
| 50      | Maximus Decimus Meridius         | Russell Crowe                   | Gladiator                          |
| ------- | -------------------------------- | ------------------------------- | ---------------------------------- |

### Vilões
| Posição | Vilão                        | Ator                                    | Filme                            |
| 1       | Hannibal Lecter              | Anthony Hopkins                         | The Silence of the Lambs         |
| 2       | Norman Bates                 | Anthony Perkins                         | Psicose                          |
| 3       | Darth Vader                  | David Prowse Voz: James Earl Jones      | Star Wars                        |
| 4       | Bruxa Má do Oeste            | Margaret Hamilton                       | The Wizard of Oz                 |
| 5       | Enfermeira Ratched           | Louise Fletcher                         | One Flew Over the Cuckoo's Nest  |
| 6       | Sr. Potter                   | Lionel Barrymore                        | It's a Wonderful Life            |
| 7       | Alex Forrest                 | Glenn Close                             | Fatal Attraction                 |
| 8       | Phyllis Dietrichson          | Barbara Stanwyck                        | Double Indemnity                 |
| 9       | Regan MacNeil / Pazuzu       | Linda Blair / Voz: Mercedes McCambridge | The Exorcist                     |
| 10      | A Rainha                     | Voz: Lucille La Verne                   | Snow White and the Seven Dwarfs  |
| 11      | Michael Corleone             | Al Pacino                               | The Godfather Part II            |
| 12      | Alex DeLarge                 | Malcolm McDowell                        | Clockwork Orange                 |
| 13      | HAL 9000                     | Voz: Douglas Rain                       | 2001: A Space Odyssey            |
| 14      | Xenomorfo                    | Bolaji Badejo                           | Alien                            |
| 15      | Amon Göth                    | Ralph Fiennes                           | Schindler's List                 |
| 16      | Noah Cross                   | John Huston                             | Chinatown                        |
| 17      | Annie Wilkes                 | Kathy Bates                             | Misery                           |
| 18      | Tubarão                      | "Bruce"                                 | Jaws                             |
| 19      | Capitão Bligh                | Charles Laughton                        | Mutiny on the Bounty             |
| 20      | O Caçador                    | Voz: Paul starrs                        | Bambi                            |
| 21      | Sra. Joan Iselin             | Angela Lansbury                         | The Manchurian Candidate         |
| 22      | Terminator                   | Arnold Schwarzenegger                   | The Terminator                   |
| 23      | Eve Harrington               | Anne Baxter                             | All About Eve                    |
| 24      | Gordon Gekko                 | Michael Douglas                         | Wall Street                      |
| 25      | Jack Torrance                | Jack Nicholson                          | The Shining                      |
| 26      | Cody Jarrett                 | James Cagney                            | White Heat                       |
| 27      | Marcianos                    | -                                       | The War of the Worlds            |
| 28      | Max Cady                     | Robert Mitchum                          | Cape Fear                        |
| 29      | Harry Powell                 | Robert Mitchum                          | The Night of the Hunter          |
| 30      | Travis Bickle                | Robert De Niro                          | Taxi Driver                      |
| 31      | Sra. Danvers                 | Judith Anderson                         | Rebecca                          |
| 32      | Bonnie Parker & Clyde Barrow | Faye Dunaway & Warren Beatty            | Bonnie and Clyde                 |
| 33      | Drácula                      | Béla Lugosi                             | Dracula                          |
| 34      | Dr. Christian Szell          | Laurence Olivier                        | Marathon Man                     |
| 35      | J.J. Hunsecker               | Burt Lancaster                          | Sweet Smell of Success           |
| 36      | Frank Booth                  | Dennis Hopper                           | Blue Velvet                      |
| 37      | Harry Lime                   | Orson Welles                            | The Third Man                    |
| 38      | Caesar Enrico Bandello       | Edward G. Robinson                      | Little Caesar                    |
| 39      | Cruella de Vil               | Voz: Betty Lou Gerson                   | One Hundred and One Dalmatians   |
| 40      | Freddy Krueger               | Robert Englund                          | A Nightmare on Elm Street        |
| 41      | Joan Crawford                | Faye Dunaway                            | Mommie Dearest                   |
| 42      | Tom Powers                   | James Cagney                            | The Public Enemy                 |
| 43      | Regina Giddens               | Bette Davis                             | The Little Foxes                 |
| 44      | Baby Jane Hudson             | Bette Davis                             | What Ever Happened to Baby Jane? |
| 45      | Coringa                      | Jack Nicholson                          | Batman                           |
| 46      | Hans Gruber                  | Alan Rickman                            | Die Hard                         |
| 47      | Tony Camonte                 | Paul Muni                               | Scarface                         |
| 48      | Verbal Kint                  | Kevin Spacey                            | The Usual Suspects               |
| 49      | Auric Goldfinger             | Gert Fröbe / Voz: Michael Collins       | Goldfinger                       |
| 50      | Alonzo Harris                | Denzel Washington                       | Training Day                     |
| ------- | ---------------------------- | --------------------------------------- | -------------------------------- |

## Vida real
Em alguns casos, os heróis ou vilões basearam-se em personagens reais.
- Heróis: Alvin York, Erin Brockovich, George S. Patton, Bob Woodward & Carl Bernstein, Lou Gehrig, Spartacus, Mahatma Gandhi, Butch Cassidy & Sundance, Oskar Schindler, T. E. Lawrence, Father Edward J. Flanagan, Frank Serpico, e Karen Silkwood.
- Vilões: William Bligh, Amon Göth, Bonnie Parker & Clyde Barrow e Joan Crawford

Um herói, Jimmy "Popeye" Doyle, é baseado no detetive real de Nova York Eddie Egan, e dois vilões, Norman Bates e Buffalo Bill, foram inspirados no matador real Ed Gein.